# First Canadian Centre
El First Canadian Centre es una torre de oficinas en Calgary, la mayor ciudad de la provincia canadiense de Alberta. Es el 11° edificio más alto de Calgary.

## Descripción
Ubicado en 350 7th Avenue SW en el centro de la ciudad, tiene 167 metros y 41 pisos de altura. El rascacielos tiene una superficie de 48,275 m² y fue construido en los estilos arquitectónicos internacional y modernista tardío.
El Banco de Montreal ocupa la mayoría del primer piso con una gran sucursal bancaria minorista.
Fue diseñado por Bregman + Hamann Architects, y fue el edificio más alto de Calgary (superando al Scotia Center) cuando se completó en 1982.

## Galería

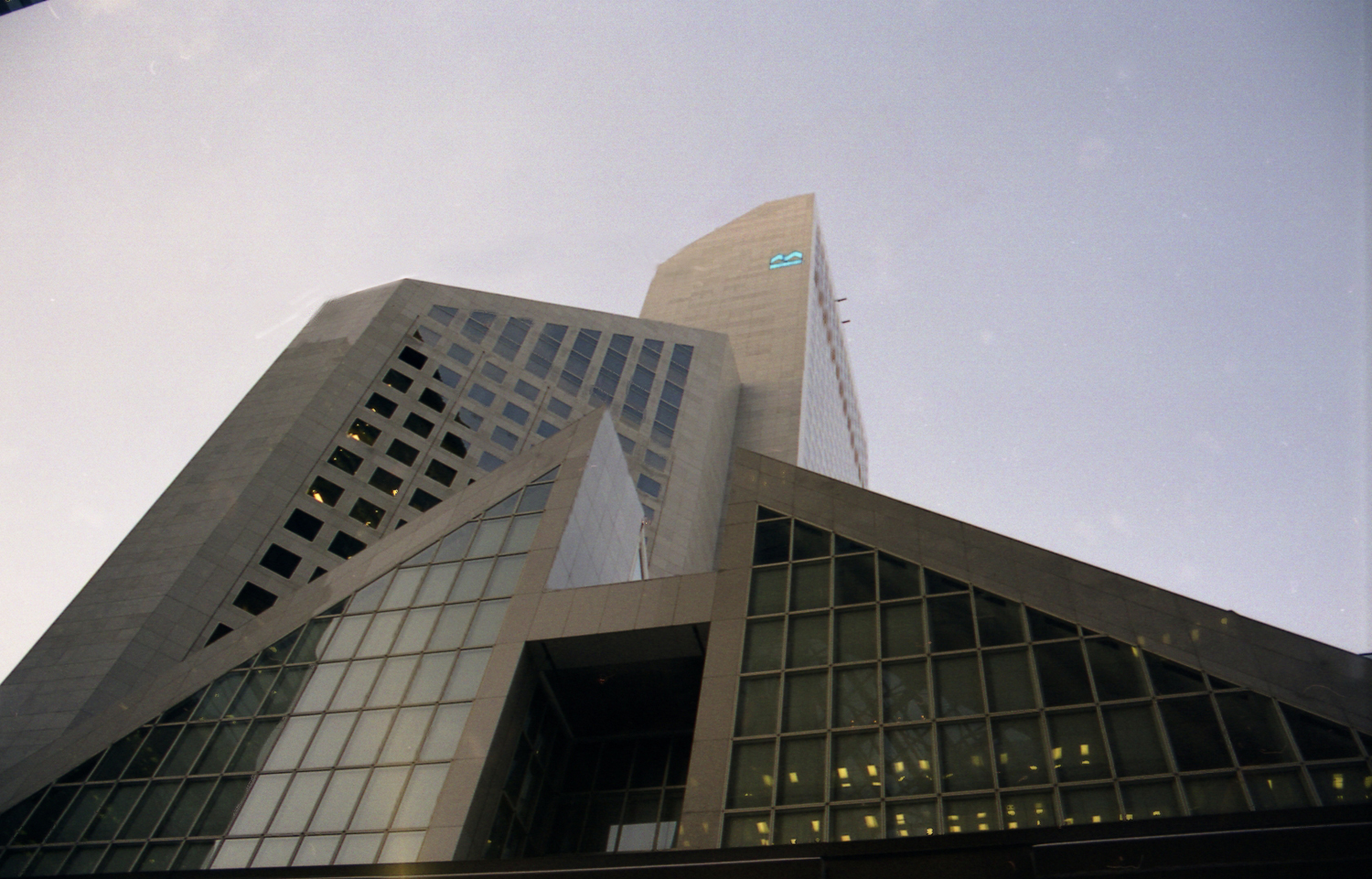
Vista desde la calle.
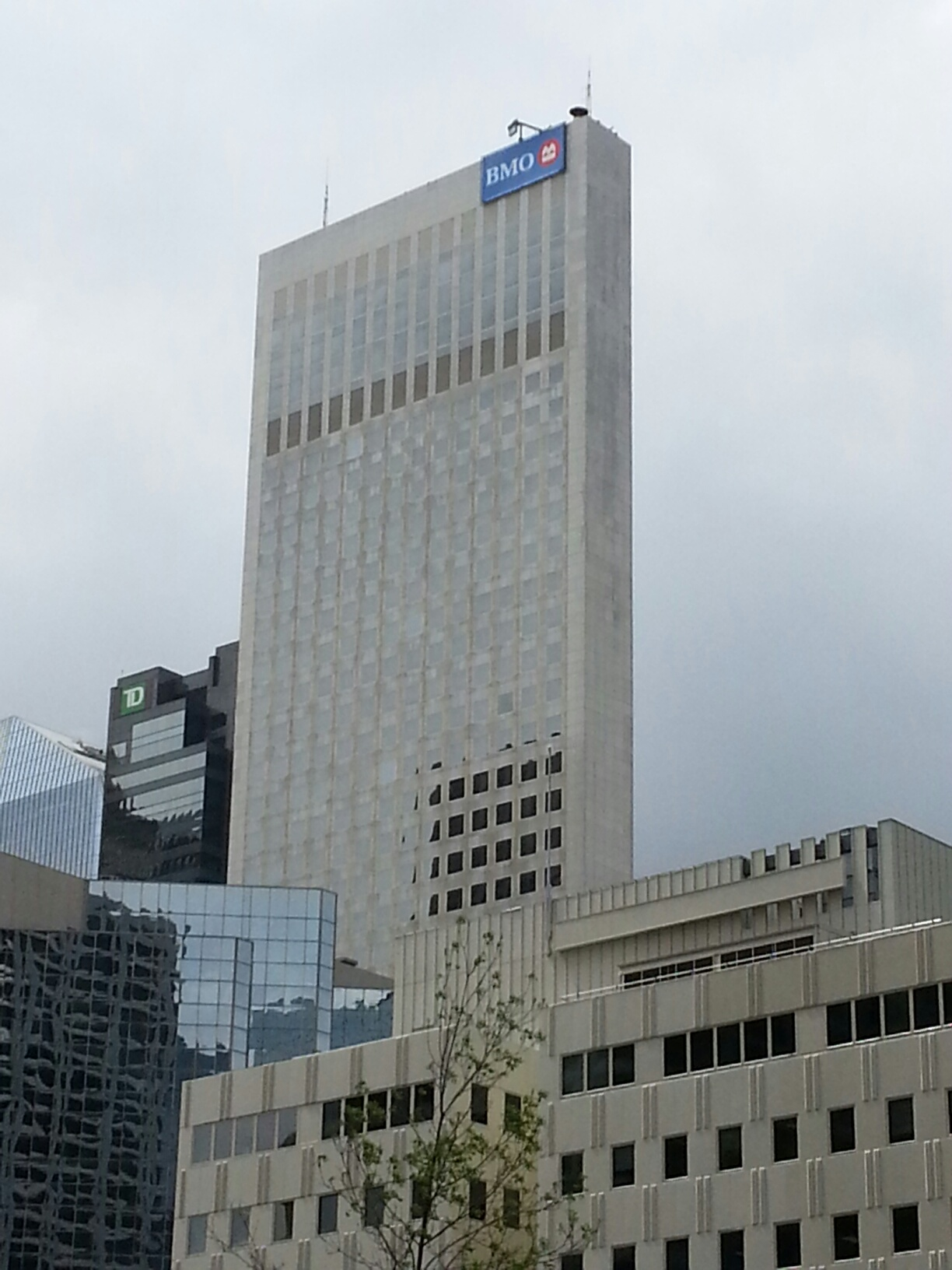
Desde el nororiente
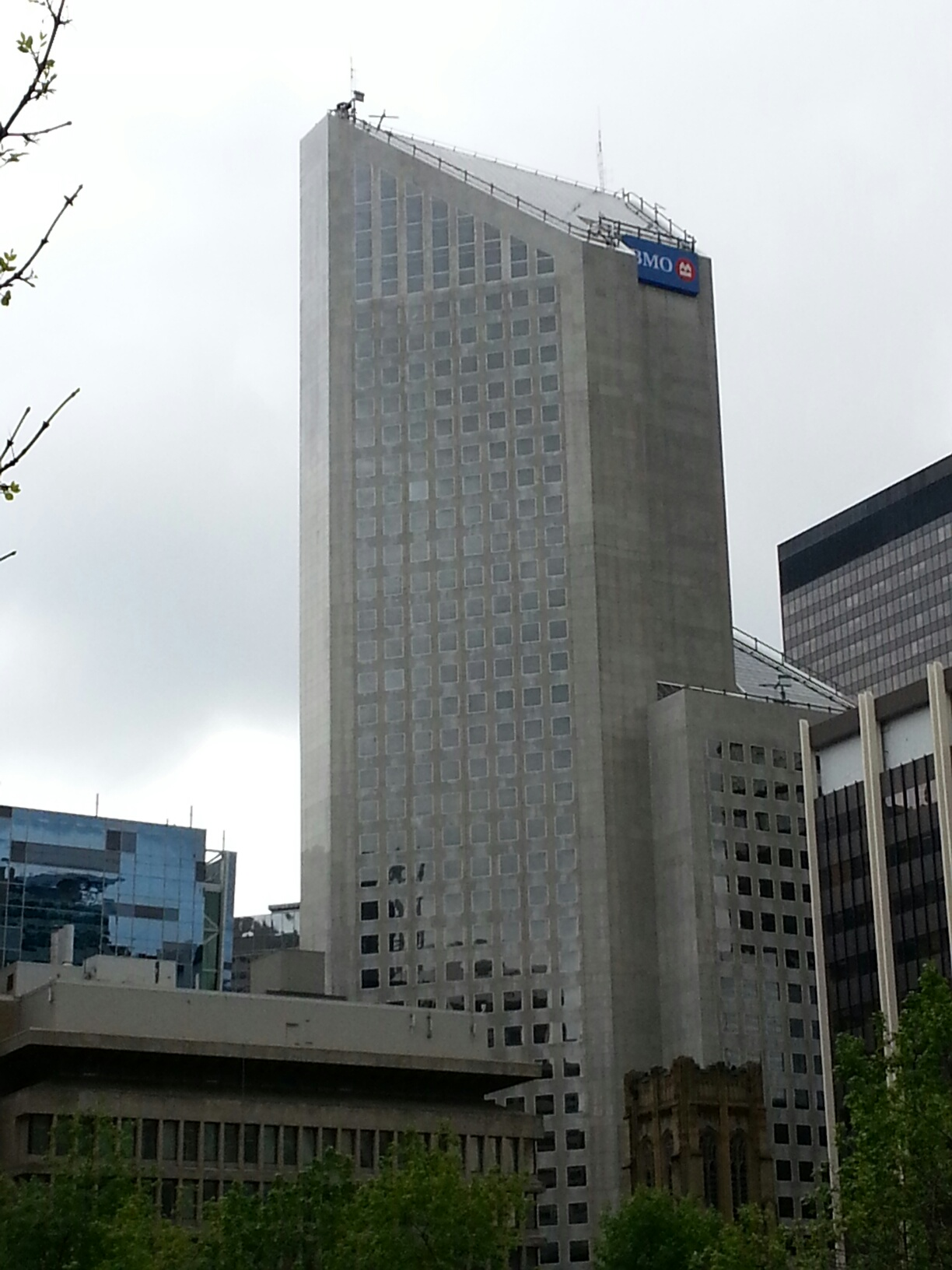
Desde el noroccidente.